# Curfew Shall Not Ring Tonight (film 1913)
Curfew Shall Not Ring Tonight è un cortometraggio muto del 1913. Il nome del regista non viene riportato nei credit.  Il soggetto è basato sul poema Curfew Must Not Ring Tonight di Rose Thorpe (1850-1939) che venne portato svariate volte sullo schermo.

## Produzione
Il cortometraggio fu prodotto dalla Thanhouser Film Corporation.

## Distribuzione
Distribuito dalla Mutual Film, il film - un cortometraggio in una bobina - uscì nelle sale cinematografiche USA il 28 novembre 1913.

### Versioni cinematografiche del poema
- Curfew Shall Not Ring Tonight, film del 1906 diretto da Alf Collins
- Curfew Shall Not Ring Tonight, film del 1907 diretto da Arthur Gilbert
- Curfew Shall Not Ring Tonight, film del 1912 diretto da Hal Reid
- Curfew Shall Not Ring Tonight, film del 1913 prodotto dalla Thanhouser
- Curfew Shall Not Ring Tonight, film del 1926 diretto da Frank A. Tilley